# Treffort-Cuisiat
Pour les articles homonymes, voir Treffort.
Treffort-Cuisiat est une ancienne commune française, du département de l'Ain dans la région Auvergne-Rhône-Alpes, située sur la route du Revermont qui relie Jasseron à Coligny. Le 1er janvier 2016 elle fusionne avec Pressiat pour former la commune nouvelle de Val-Revermont.
Elle était le chef-lieu d'un canton qui faisait partie de l'arrondissement de Bourg-en-Bresse, et comprenait, en 2012, neuf communes et 8 281 habitants.
Elle résulte de la fusion en 1972 de Treffort et de Cuisiat.

## Géographie
Treffort-Cuisiat fait partie du Revermont. Située au pied de nombreuses collines comme le mont Myon ou encore le mont Grillerin, elle est située à une altitude d'environ 300 mètres en plaine et culmine à 600 mètres.
Elle est traversée par le Bief d'Ausson et le Sevron.
Il est l'un des deux cantons du département de l'Ain, avec celui de Ceyzériat, qui constitue l'essentiel de la région naturelle du Revermont. Elle s'est développée sur un escarpement dominant la plaine de Bresse et ses nombreuses maisons de vigneron en pierre, attestent son passé de culture du vignoble anéantie par la propagation du phylloxéras dans les années 1878-1880 et la présence des nombreuses carrières de pierre qui jalonnaient ces collines jusqu'à Coligny. Seule actuellement continue de fonctionner la carrière de Roissiat-Courmangoux.
Depuis ces dernières années, l'attractivité de Bourg-en-Bresse à une vingtaine de kilomètres, s'est fait sentir de plus en plus et le village a tendance à s'étendre dans sa partie basse, à la limite de la Bresse, où une route ouverte dans les années 1990 rend l'accès plus facile au chef-lieu du département.

### Communes limitrophes
| Courmangoux                       | Pressiat                 | Bourcia (Jura)      |
| Saint-Étienne-du-Bois, Meillonnas | Treffort-Cuisiat         | Chavannes-sur-Suran |
|                                   | Drom, Simandre-sur-Suran |                     |

## Histoire
Au Xe siècle, construction d'un site défensif en haut du village de Treffort. La seigneurie relève des comtes de Bourgogne, puis des sires de Coligny-le-Neuf et de leurs descendants de La Tour-du-Pin (Albert III de La Tour épousant Béatrice de Coligny), qui accordèrent en 1259 et 1264 franchises et libertés aux habitants. En 1283, le duc de Bourgogne ravage le Revermont et prend Treffort. Après 1282, les sires de Thoire réalise des chevauchées dans le Revermont et du côté de Treffort.
Robert II de Bourgogne en reprend les terres en fief à la suite de son accord au mariage d'Anne de Bourgogne (Anne d'Albon) avec Humbert de La Tour-du-Pin. Le 15 octobre 1289, Treffort est vendu par le duc de Bourgogne au comte de Savoie Amédée V, qui dote ses habitants d'une charte de franchise.
Du 24 avril 1580 à 1585, Treffort appartient à l'ordre des Saints-Maurice-et-Lazare, gratifié par le duc Emmanuel-Philibert. Le 29 juin 1586, le duc Charles-Emmanuel en dote Joachim de Rye († 1595-1596), fait 1er marquis de Treffort dès juillet 1586 (avec Pont-d'Ain ; cf. Neublans > branche de Rye) ; son frère héritier Ferdinand de Rye (1550-1636), archevêque de Besançon et prince-abbé de Saint-Claude, lui succède, mais doit céder le marquisat de Treffort avec Pont-d'Ain en 1610 au maréchal de Lesdiguières (1543-1626 ; futur connétable-duc de Lesdiguières) pour faire face aux dettes accumulées par Joachim et qui figurent dans sa succession.
La veuve du connétable de Lesdiguières, Marie Vignon, marquise de Treffort (1576-1657), et le 3e duc de Lesdiguières (c.1596-1677), vendent le 22 avril 1648 à Antoine-Rostain(g) d’Urre d'Aiguebonne († 1656), suivi de son gendre Pierre Per(r)achon (†  entre 1682 et 1688 ; orfèvre à Lyon, secrétaire-conseiller du roi, seigneur de Villeneuve-le-Plat à Lyon, par ailleurs acquéreur en 1655 de Varax, de Varambon, et de Saint-Maurice en 1664), époux de sa fille Marie d'Urre († 1713). Pierre Perrachon et Marie d'Urre furent parents de :
- Alexandre-Louis Perrachon de Treffort, Varax et Varambon (†  entre 1718 et 1735) : il pourrait être le père des deux frères - Camille-Joseph Perrachon de Treffort et - Jean-Baptiste-Marie Perrachon de Nanteuil, qui furent marquis de Varambon après lui ; - Louis-Guichard Perrachon de Varax, fils probable de Camille-Joseph et neveu en tout cas de Jean-Baptiste-Marie, étant le dernier marquis de Varambon de cette lignée, fief qu'il aliéna en mars 1756 à Jean-François Balland d'Augustebourg ;
- Jacques-Marie-Alexandre Perrachon de Bury et d'Onzain († apr. 1743) ;
- Marie-Thérèse et Marie-Anne Perrachon de St-Maurice et Varax (elles vendirent Varax le 2 août 1719-20 février 1720 à Étienne de Riverieux).

Enfin, - Jacques-Marie-Alexandre Perrachon de Bury († apr. 1743), frère puîné d'Alexandre-Louis, se vit sans doute échoir à son tour le marquisat de Treffort (avec Pont-d'Ain), puisqu'il l'aliéna le 7 février 1735 à Antoine-Philibert de Grollier (1707-1763), mari en 1728 de Gabrielle-Claude Colbert de Villacerf (c.1713-1763 ; petite-fille d'Édouard) et père du marquis Pierre-Louis de Grollier (1730-1793), mari de la peintre Charlotte, baron de Lamastre et Désaignes (pour des sources et des précisions, voir les articles Varax et Pont-d'Ain, et ,,,,).
À la suite du Traité de Lyon, signé en 1601, Treffort devient française, comme l'ensemble de la Bresse. En 1641, destruction de Treffort par les troupes franc-comtoises (guerre entre la France et l'Espagne).
En 1944, incendie de Cuisiat par les troupes allemandes.
En 1972, fusion des communes de Treffort et de Cuisiat.
En 2016, fusion avec la commune de Pressiat pour donner la commune nouvelle de Val-Revermont.

## Politique et administration

### Administration municipale
| Période | Période | Identité            | Étiquette | Qualité                              |
| ------- | ------- | ------------------- | --------- | ------------------------------------ |
| 1972    | 1979    | Albin Mazuir        | UDR       |                                      |
| 1979    | 1995    | Jean-Pierre Germain | DVD       | Chef d'entreprise                    |
| 1995    | 2008    | Pierre Perdrix      | DVG       | Chef d'entreprise Réélu en 2001      |
| 2008    | 2014    | Raymond Maire       | PS        | Retraité cadre bancaire              |
| 2014    | 2015    | Monique Wiel        | DVG       | Cadre fonction publique hospitalière |

## Démographie
L'évolution du nombre d'habitants est connue à travers les recensements de la population effectués dans la commune depuis 1793. À partir du 1er janvier 2009, les populations légales des communes sont publiées annuellement dans le cadre d'un recensement qui repose désormais sur une collecte d'information annuelle, concernant successivement tous les territoires communaux au cours d'une période de cinq ans. 
Pour les communes de moins de 10 000 habitants, une enquête de recensement portant sur toute la population est réalisée tous les cinq ans, les populations légales des années intermédiaires étant quant à elles estimées par interpolation ou extrapolation. Pour la commune, le premier recensement exhaustif entrant dans le cadre du nouveau dispositif a été réalisé en 2005,.
En 2015, la commune comptait 2 329 habitants, en évolution de +5,67 % par rapport à 2010 (Ain : +6,33 %, France hors Mayotte : +2,49 %).
| 1793  | 1800  | 1806  | 1821  | 1831  | 1836  | 1841  | 1846  | 1851  |
| ----- | ----- | ----- | ----- | ----- | ----- | ----- | ----- | ----- |
| 2 293 | 2 148 | 2 264 | 2 030 | 2 010 | 2 060 | 2 154 | 2 065 | 1 942 |

| 1856  | 1861  | 1866  | 1872  | 1876  | 1881  | 1886  | 1891  | 1896  |
| ----- | ----- | ----- | ----- | ----- | ----- | ----- | ----- | ----- |
| 1 873 | 1 838 | 1 911 | 1 832 | 1 843 | 1 781 | 1 708 | 1 740 | 1 713 |

| 1901  | 1906  | 1911  | 1921  | 1926  | 1931  | 1936  | 1946  | 1954  |
| ----- | ----- | ----- | ----- | ----- | ----- | ----- | ----- | ----- |
| 1 531 | 1 534 | 1 508 | 1 321 | 1 283 | 1 130 | 1 163 | 1 199 | 1 033 |

| 1962 | 1968 | 1975  | 1982  | 1990  | 1999  | 2005  | 2010  | 2013  |
| ---- | ---- | ----- | ----- | ----- | ----- | ----- | ----- | ----- |
| 920  | 871  | 1 101 | 1 556 | 1 779 | 1 910 | 2 011 | 2 204 | 2 287 |

| 2015  | - | - | - | - | - | - | - | - |
| ----- | - | - | - | - | - | - | - | - |
| 2 329 | - | - | - | - | - | - | - | - |

## Économie
Quelques commerçants, artisans et services :
- entreprise Germain : armatures métalliques. 80 salariés ;
- entreprise L'or Brun : terreau. 15 salariés. ;
- entreprise Rovipharm : fournitures plastiques (matériel médical). 40 salariés ;
- entreprise Piroux : construction mécanique auto. 140 salariés ;
- entreprise Poncin : scierie. 9 salariés ;
- une quinzaine d'exploitations agricoles ;
- une coopérative laitière (fruitière à comté).

## Culture et patrimoine

### Lieux et monuments

#### Cuisiat
Comme d'autres villages du Revermont, Cuisiat fut victime de la barbarie nazie le 18 juillet 1944. Plusieurs habitants furent déportés, une partie du village brûlé par les troupes du Reich en représailles des actes de résistance commis dans la région.
Cuisiat qui fut une commune jusqu'à la fusion en décembre 1972, possède beaucoup de charme avec ses sentiers pédestres autour du village et un plan d'eau datant du Moyen Âge, agrandi en 1975 par l'édification d'une digue. Sur ses dix hectares actuels, on peut s'y adonner à la baignade, à la pêche et à de nombreux jeux de détente.
Il faut environ une demi-heure pour atteindre le site de Montfort situé au-dessus du village pour découvrir les ruines d'un ancien château, avec son donjon ruiné et la chapelle Notre-Dame de Montfort qui fut l'objet d'un pèlerinage prisé dans la région.
Outre le musée du Revermont présenté dans le chapitre suivant, Le village compte quatre fontaines identiques érigées en 1848 et quelques demeures caractéristiques. Parmi celles-ci, on peut citer une maison du XVe siècle tenue à l'origine par les sœurs Clarisses de Bourg-en-Bresse et deux maisons anciennes : au nord du couvent la maison Dagnas parfaitement restaurée, dans le vieux village -appelé aussi Cuisiat-le-Bas, la maison des Dîmes.
On peut voir, vers le chemin des Daujats, un imposant édifice de forme carrée provenant de la Tour de Grammont ou tour de Rosy, en grande partie détruite lors de la Révolution. Il en est de même pour la tour de Vallière dont il ne reste que des pierres et un puits qui indiquent son emplacement.

#### Le musée
Le Musée départemental du Revermont, installé dans le haut du village en face de l'église, est situé dans l'ancienne mairie-école de Cuisiat. Ce musée fait partie des musées des pays de L'Ain, et présente la culture du Revermont, à travers un potager et un verger conservatoire, et au travers d'expositions permanentes :
- celle de la « Communale en Revermont » qui reconstitue une salle de classe sous Jules Ferry du XIXe siècle à la Première Guerre mondiale ;
- celle intitulée « Vignes et cavets » qui apporte une réflexion sur les raisons et les conséquences de la disparition de la vigne au profit de l'élevage laitier.

#### La route des Monts
La route des Monts qui sépare le Revermont proprement dit de la plaine de Bresse, serpente doucement entre Jasseron et Coligny. À l'automne, elle offre une vue magnifique sur les monts qui la dominent du côté droit et dont les couleurs, selon les mélanges d'essences d'arbres, irradient le versant jusqu'aux abords du village de Pressiat.

#### Autres lieux et monuments
Le village présente de nombreuses curiosités touristiques qui en font l'un des sites les plus caractéristiques de cette partie du Revermont :
- le château fort dans le haut du village. motte ou « poype » et restes d'un château cité depuis 1304, dont une grande partie a été abattue en 1834[12] ;
- le lavoir de la Plate et la source Caméléon ;
- la rue Ferrachat et ses ateliers d'artisans ;
- le champ de foire ;
- la mairie et la fontaine des trois jets ;
- le vieux pressoir de Cuisiat datant de 1845 ;
- la chapelle de Montfort au toit de lauzes ;
- le mont Grillerin avec vue sur le village ;
- les ruines de Lomont ;
- la maison Thèvenard : ancien couvent des sœurs clarisses.

### Héraldique
| Blason de Treffort-Cuisiat | Blason  | De gueules à la croix d'argent cantonnée, en chef à dextre, d'une tour d'or ouverte et ajourée du champ, maçonnée de sable, et, en pointe à senestre, d'une rose aussi d'argent. |
| Blason de Treffort-Cuisiat | Détails | |

### Évènements
Le marché des fruits d'automne qui se tient chaque 3e week-end d'octobre à Cuisiat  est organisé chaque année depuis 1985. Il réunit en moyenne 12 000 visiteurs. Les fruits présentés comprennent une gamme complète de fruits tels qu'on peut les trouver en cette saison et dans cette région, que ce soit des fruits à pépins, à noyaux, fruits secs tels les noix ou les noisettes et même les légumes-fruits, consommés comme légumes, mais qui en botanique sont classés parmi les fruits : concombre, courge, courgette, potiron, citrouille ou tomate.

### Personnalités liées à la commune
- Aimé Cotton, président de l’Académie des sciences en 1938, succédant à Emmanuel Leclainche et reçut aussi la Rosette de la Résistance.
- Victor Authier, maire de la commune et député de l'Ain, est mort à Treffort en 1945.
- Tony Ferret, architecte  qui a restauré ou édifié plusieurs monuments à Bourg-en-Bresse avait sa propriété à Treffort où il décéda. Il initia la reconstruction du château de Treffort au début du XXe siècle.
- Marcel Conche (né le 27 mars 1922) à Altillac (Corrèze),  philosophe et professeur à la Sorbonne, séjourna à Treffort de 1988 à 2008 avant de s'installer en Corse. Il s'est éteint le 27 février 2022 dans la commune, à son domicile.